# Llangattock-Vibon-Avel
Llangattock-Vibon-Avel är en ort och tidigare community i Storbritannien.   Den ligger i kommunen Monmouthshire och riksdelen Wales, i den södra delen av landet, 190 km väster om huvudstaden London.
Den 4 maj 2022 upplöstes communityn och dess område överfördes till de två nybildade communities Skenfrith och Whitecastle.